# 川田利明
川田 利明（かわだ としあき、1963年12月8日 - ）は、日本の男性プロレスラー、実業家、調理師、タレント。栃木県下都賀郡大平町（現：栃木市）出身。タレントとしては太田プロダクションに所属している。血液型O型。2010年をもってプロレスラーとしては事実上引退状態となっている。
「名勝負製造機」とも称される試合巧者振りと、キック主体のレスリングスタイルが特徴であった。

## 来歴

### 学生時代
中学時代からプロレスラーを志し、野球部・相撲部に所属していた。2004年に同じ太田プロダクション所属のスマイリーキクチ・有吉弘行と対談を行った際には、中学2年生の時点で身長は公表しているプロフィールと同じ183cmもあり、現在も当時と変わっていないと川田も発言している。中学校卒業後は新日本プロレスのテストに合格したが高校を卒業してからということになり入門は先送りにした。レスリングの強豪である足利工業大学附属高等学校（現在の足利大学附属高等学校）に一般入試で合格して進学。入学後、レスリング部に所属し1981年の茨城インターハイ準優勝、滋賀秋季国体でも優勝した（階級はいずれも75kg級）。
高校のレスリング部の1年先輩に三沢光晴とスーパーライダーが在籍していた。

### 若手時代
高校卒業後、先に全日本プロレスに入門していた三沢の誘いもあって1982年3月、川田は全日本プロレスに入門。1982年10月4日、千葉県大原町（現・いすみ市）消防署前グラウンド大会での冬木弘道戦でデビューを果たした。
冬木とのデビュー戦以来、川田も引き分けを挟んで205連敗を喫した。しかし、2代目タイガーマスクとなった三沢の士道館における練習に同行し、館長の添野義二から現在の戦いの軸となる蹴り技・飛び技を習得し、この時期の川田はコーナーからのムーンサルト・アタックや場外へのプランチャなどを積極的に使うようになった。
1985年に海外修行に出立して、テキサス州サンアントニオ地区ではリッキー・フユキこと冬木弘道とのタッグチーム「ジャパニーズ・フォース」で活動、若手時代のショーン・マイケルズ&ポール・ダイヤモンドの「アメリカン・フォース」と抗争を展開した。1986年にはカナダのカルガリー地区でブラック・メフィスト（Black Mephisto）なる覆面レスラーに変身し、クリス・ベノワと抗争を繰り広げた。
帰国後の1987年、天龍源一郎がジャンボ鶴田を超えるため掲げた「レボリューション」に参加。それ以後、同軍団内のサムソン冬木（冬木弘道）とのタッグチーム「フットルース」でアジアタッグ王座を長期間保持し、また天龍とのコンビでも活躍した。

### 天龍たちの離脱、超世代軍入り、四天王プロレス時代にかけて
1990年春、天龍や冬木がSWS旗揚げに伴って全日本を離脱（「川田も誘いを受けたが残留した」という当初の情報であったが2015年11月の「真夜中のハーリー&レイス・ポッドキャスト」で語った事は、この件は全く事前に知らされず勧誘もなく、もし仮に誘われていても全日に残っただろうと語った。また師である天龍も、「引き抜きなどしていない」「ほんとうに引き抜きをやっていたらイの一番に川田を引き抜いていただろう」と述べている。）。大量離脱後の初の試合で2代目タイガーマスクとタッグを組み、以降は鶴田超えを果たすため、三沢らと超世代軍を結成。同時にタイツを後年履き続けることになる黒と黄色の物に新調。1991年7月には三沢とのコンビでゴディ＆ウイリアムス組を下し世界タッグ王者に就いた。
1992年10月、川田は旗揚げ記念大会で三冠ヘビー級王座をかけて三沢と対戦。破れはしたが、直後に鶴田が病気で戦線を離脱したため、川田は三沢に次ぐNo.2の地位に就くことになる。鶴田の離脱もあって全日本は日本人選手対外国人選手の路線から日本人選手同士の対決路線へと移行、1993年春、川田は“三沢越え”を念頭に超世代軍タッグを解消、鶴田とのタッグで着々と力を付けていた田上明と聖鬼軍を結成。2000年の三沢らの大量退団まで続く四天王プロレス時代の幕開けとなる。田上とのタッグでは度々王座に就き、個人でも1994年・1997年にはチャンピオン・カーニバル優勝、三冠ヘビー級王者も5度（12代、18代、21代、28代、32代）獲得した。
1995年6月9日、日本武道館における世界タッグ選手権で三沢からシングル・タッグを通じて初のフォール勝ち。
1997年4月、川田はチャンピオン・カーニバル優勝決定戦（川田、三沢、小橋による巴戦）で、初めてシングルで三沢から勝利を収める。1998年5月1日の全日本初の東京ドーム大会において、三沢が持つ三冠ベルトの挑戦者、そしてメインイベンターに抜擢された川田は体重を絞り（当時は105kg）褐色ボディへと変貌を遂げて試合に臨み、三沢から純粋なシングルマッチおよび三冠タイトル戦での初勝利を飾った。試合後、川田は「プロレス人生で一番幸せです。今が！」と大会の最後を締めくくった。
しかし、1999年1月22日大阪府立体育会館の三沢との三冠戦で「垂直落下式パワーボム（別名三冠パワーボム）」まで繰り出し三沢を破ったものの、試合中の怪我によりベルト返上を余儀なくされた。
1990年代終盤から度重なる負傷に見舞われ、完治する前に強行出場し意地でリングに上がる日々が続いた。川田も、この頃までに三沢にシングルで計3回勝利（全日時代後半はほとんどが川田の勝利。）し、実力の面でも三沢と同等の評価を受けたが、1997年チャンピオンカーニバル決勝巴戦では小橋との対戦（30分引き分け）直後でスタミナ切れ寸前の三沢との対戦、そして1998年東京ドーム大会ではチャンピオン・カーニバル後の満身創痍状態（主に右手薬指・左ヒザの怪我）の三沢との対戦だったため、コンディション万全の三沢に勝利したのは川田自身も負傷を負った1999年1月22日の三冠戦のみであった。
元横綱審議委員会の内館牧子が三沢追悼記念に寄せた「Number」の記事の中では、「あの90年代の全日の激闘、熱狂、人気に関しては、川田君の存在抜きには語れない」と評している。

### 馬場死去、三沢たちの離脱
1999年1月31日、社長の馬場の死去に伴い三沢が全日の代表取締役社長、川田も副社長に就任した。しかし、2000年に三沢を中心にほとんどの所属選手・フロント陣が全日本プロに辞表を提出し、結局選手として残ったのは川田と渕正信、そしてマウナケア・モスマン（現・太陽ケア）の3人だけであった。この時川田は、「（離脱するという話を三沢や田上から）聞いていない。」と語り、「全日本の看板を捨て切れなかった」と残留の理由を語っている。
この大量離脱のきっかけとなった「三沢光晴代表取締役社長辞任」の数日後、川田1人だけ全日本との契約を更改した。

### 全日本残留後
所属選手3名という危機的状況に陥った全日本は日本プロレス分裂以後、興行仇として袂を分かっていた新日本との対抗戦に乗り出し、2000年10月9日に新日本の東京ドーム大会で当時のIWGPヘビー級王者・佐々木健介と対戦。馬場と猪木の代理戦争として注目を集めた試合で川田は元子から贈られたガウンを羽織って健介から勝利を収めた。敗れた健介はIWGP王座を返上し、IWGP王者決定トーナメントに川田も参戦するが、決勝戦で健介に敗れIWGP奪取はならなかった。また、馬場の意向で一度退団した選手は決してリングに上げぬ方針を全日本はとっていたが、「手助けをしたい」という言葉もあって天龍が全日本に参戦する。この直後に川田は天龍とタッグを組むことになったものの、戦うべき相手が隣に居ることに憤っていたという。
川田はその後も新日本のリングに上がり続け、天山広吉や小島聡とのシングルマッチで勝利を収めるなど団体のエースとして孤軍奮闘の働きを見せる。次第に、武藤がケアとのタッグで全日本に上がる機会が多くなり、川田と戦うことも多くなっていた。そして2002年2月24日の日本武道館にて、当時六冠王（三冠の3本、世界タッグの2本、IWGPタッグの1本で合計六冠。しかし、IWGPタッグは新日本離脱直後の全日本入団に際し返上している。）であった武藤と三冠選手権試合を行い、これに勝利した。試合後、武藤を破ったリングの上で川田は「これも、全日本プロレスです」と大会の最後を締めくくったが、過去の流れと同じように防衛戦を行う前に右膝の負傷が悪化し、川田も長期離脱に追い込まれた。
2003年に復帰すると、ZERO-ONEとの対抗戦にも参戦。2003年5月2日、川田は新日本の東京ドーム大会の裏で行われたZERO-ONEの後楽園大会、メインイベントでもある橋本真也＆小川直也組vs武藤＆小島組の試合後に乱入し、「お前（橋本）が誰に勝とうが、誰を潰そうが、俺を潰すまでは全日本は潰せないぞ!」とアピールした。12月のZERO-ONE両国大会では小川と対戦したがドロー。2004年2月には橋本と三冠を賭けて対戦し勝利を収めた。
2004年から始まったハッスルへは、旗揚げ当初から参戦。当初、川田は無骨な表情で全日本と変わらずハードな試合を展開しているだけであったが、小川にブルース・リーが身に着けていたことで有名な黄色いジャンプスーツをリング上で受け取って以来、次の大会からはそれを身に着け「ハッスルK」として試合を行うようになった。元々お笑い好きで喋り好きであり、高田総統との舌戦やインリン様との遺恨対決、付け人の石狩太一との「控室劇場」など今までに無いキャラクターを確立した。
2003年9月のトーナメント以来10度の防衛を続けてきた三冠ベルトであったが、2005年2月16日小島に敗北。三冠ベルトを失うと共に、川田が約16年間続けてきた平成デビューの日本人選手相手のシングル無敗記録が途絶えた。2005年8月から新日本のG1 CLIMAXに参戦、予選でケンドー・カシンに敗北するも決勝トーナメントに進出。準決勝で藤田和之との異色の対決に臨むが、川田の完敗だった。なお、この年の1年間で3人もの平成デビューの日本人選手に敗れた格好となった。また蝶野正洋とこの大会で対戦した（いわゆる全日四天王の中で、闘魂三銃士全員とシングルでの対戦経験があるのは川田のみ。）。藤波辰爾との初対決も実現し勝利を収め、試合後に川田は藤波と握手し「試合後の握手は嫌いだが、レスラーになったきっかけの1人であるから」とコメントした。

### 無所属宣言
2005年3月、川田は無所属（川田は、「フリー」という言葉は好きではないとしてこう称する。）選手であることを宣言した。その際、馬場の死後6年間に渡って、正式な専属選手契約を交わさないまま、即ちフリーの立場で全日本に出場していたと語り「他団体主催の興行に出場した時、それが全日本の興行がぶつかると、ファンやプロモーターから『全日本所属なのになぜ?』と苦情を言われてきた。この誤解を解きたい」と理由を述べた。これ以降も全日本へスポットでの参戦を続けている。
なおこれに先立ち、川田は2003年に太田プロダクションとタレント契約を交わしている。当時マット界の窓口業務的な役割はドリームステージエンターテインメント→ハッスルエンターテインメントが担っていた。

### 三沢との5年ぶりの戦い
2005年4月24日、プロレスリング・ノアの日本武道館大会に来場。川田も三沢に対し「7月18日、その日は空けておきます」と参戦を宣言し、東京ドームで5年4か月振りに三沢と対戦。超危険技を互いに出し合った末、三沢がエルボーで勝利した。
川田は試合後、リング上でマイクを持ち「三沢さん、あえて握手はしません。ずるい話かもしれないけど、今日打つはずだった終止符が打てなくなりました。三沢光晴はいつまでも、オレの1つ上の先輩の力を持っていてください」と意味深長な言葉を述べ、再戦を匂わせた。だが、事前の取り決めなくマイクが先行する形でのアピールを非常に嫌う三沢や仲田龍をはじめとするノア経営陣は川田のこの対応に激怒し「ノアマットへの継続参戦は不可能になった」とコメント（2006年1月FIGHTING TV サムライにて。）。後日、ノア取締役渉外部長の仲田は番組プロレス格闘技DX内で、「川田をノアのマットに二度と上げることはない」と改めて断言した。なお、川田はこの試合後、控え室の敗戦インタビューで「5年間やってきたことがこの1試合で台無しとなった」とコメントしている。
三沢戦の3日前には大阪府立体育会館での「ハッスル11」で、タッグマッチながらインリン様と戦い、両極端の方向性を持つ2つの試合を無理なくこなす幅の広さを見せた。しかし、後に川田はプロレス誌『紙のプロレス』に掲載されたインタビューによると、1つのことにしか集中できない性格のため、インリン様との試合が終わるまで三沢戦に集中できなかったと告白している。

### ハッスルKからモンスターKへ
「ハッスル12」ではハッスル軍を裏切り高田モンスター軍に寝返り、以降は「モンスターK」を名乗った。2005年11月23日、「U-STYLE Axis」旗揚げ戦でイリューヒン・ミーシャを相手に、1999年の高山善廣戦以来のUWFスタイルで対戦。一方で、ルチャスタイルのdragondoorにも参戦した。
2006年4月の「ハッスル16」での5対5勝ち抜き戦で、大谷晋二郎を下した後、WWEで活躍したTAJIRIと初遭遇。相手の策略に嵌まり、両者リングアウトとなった。3日後の「ハッスル・ハウスVol.13」では、TAJIRIに向かい「お前と決着つけてやるよ!」と迫るも、TAJIRIは「そういう知性のカケラも感じないような言葉、大嫌いなんですよ。体が痛くて、しばらくあなたとはやりたくありません」とすかされ、セリフ自体はハッスルのアングルに沿ったものでありながらも、両者のプロレス観の違いをよく表したものとなった。この後、高田総統のコスチュームを着用しイベントで「川田総統代行」として登場した。その姿をTAJIRIからは「がきデカみたい」と言われた。
8月8日の「ハッスルvol.18」では、「1クールのレギュラーより1回の伝説」を旗印に「伝説を作りにきた」と参戦してきたハッスル軍のファイナル・ウェポン江頭2:50に対抗して、黒タイツで「川田19:55（「19:55」の由来は登場した際に後楽園ホール壁にある時計に表示されていた時刻と思われる）」として登場し、江頭に一言物申して会場の大声援を受けた。「ここのリングは大の大人がなんでもどんなことでも真剣に取り組むリングなんだ」とプロとしての名言を吐いた。江頭が「俺が言うのもなんだけど、あんた頭おかしすぎる」、「あいつ一人勝ちじゃねーか」、「あんな強敵がいるとは思わなかった」、「伝説作りに来たのにあいつに伝説作られちゃったよ」と、「芸人最終兵器」が自らの敗北を認めた「超レア芸人」となった。
以後は一時、ハッスルのオープニングでのMCが名物となり、小島よしおやオリエンタルラジオ、小梅太夫ら芸人との絡みも無難にこなしていた。

### 古巣・全日本参戦
小島から三冠を取ったケアから初防衛相手に指名され、川田も承諾し1年ぶりに全日本マットに参戦する。2006年8月27日、両国国技館大会でケアの三冠に挑戦するも、ケアを相手に初めて敗れた。その後、世界最強タッグ決定リーグ戦に武藤とのタッグで出場。初戦では小島・天山組に勝利したが、決勝進出決定戦で敗れた。
2007年1月4日、新日本プロレス・全日本プロレス創立35周年記念興行が東京ドームで行われ、川田曰く「全日本プロレスの一員」として参加し中邑真輔とシングル戦を行いミドルキックで勝利する。この大会のベストバウトと称えられ、「名勝負製造機」ぶりを遺憾なく発揮した。2月17日、両国での世界タッグ王座決定戦ではケアと組んで諏訪魔・ロージー組を破り、2000年の団体分裂後初めて世界タッグ王座を獲得した。3月にはチャンピオン・カーニバルに出場したが、決勝で武藤に敗れた。
無我の6月21日の後楽園ホール大会・9月23日の大阪大会では吉江豊と対戦。激しい肉弾戦の末に連勝を収めた。
8月26日、両国大会で小島・TARU組に敗れ世界タッグ王座から転落。10月18日、全日本・代々木大会では健介の持つ三冠ヘビー級王座に挑戦するも敗北。12月31日には「大みそかハッスル祭り2007」に参戦した。
2008年、前年同様後楽園ホール5連戦として行われたチャンピオン・カーニバルでは、武藤、ケアに勝利したが小島に敗北、棚橋弘至と激闘の末に引き分けて予選敗退を喫した。8月には、新日本プロレスのG1 CLIMAXに、3年ぶり2度目の出場が決定したが、決勝戦に進出することはできなかった。

### 三沢光晴追悼興行参戦
過去に仲田が、「川田がノアマットに上がることは二度とない」と発言してノアマットへの参戦は不可能だと思われていたが、2009年6月13日にかつて川田のパートナーだった三沢が試合中のアクシデントで急逝したことにより、状況が一変した。同年9月7日にノア事務所で行われた会見で、10月3日に大阪府立体育会館で行われる三沢光晴追悼興行での川田の参戦が発表され、全日本時代、聖鬼軍で共にパートナーだった田上と組んで秋山準・KENTAとのタッグマッチが発表された。
2009年9月19日CS放送FIGHTING TV サムライのSアリーナにゲスト出演した際、「対戦はしなくても三沢さんの居るノアマットに上がりたかった」や「今までのナンバーワンのパートナーは三沢さん」と語った。
その後、2010年2月28日日本武道館大会にも参戦して森嶋猛と対戦し、4月にはグローバル・リーグ戦'10にもエントリーするなどノアへの出場機会が増えていた。

### 長期休養
ところが、2010年6月に開業した後述する居酒屋経営の関係などで、同年後半以降はプロレスラーとしては長期休養状態に入った。『週刊プレイボーイ』2010年10月4日号でのインタビューで川田は、「この1年で体重が15kg減った」「居酒屋経営の傍ら病院通いが続いていてリングに上がれる体調ではない」と語り、当面は居酒屋経営に専念する事を示唆した。同年8月15日、新日本プロレスの『G1CLIMAX XX 20th Years Anniversary』に出場し、タイガー・マスク、天龍源一郎と組んで長州力、AKIRA 、スーパー・ストロング・マシンと対戦して勝利。これが川田の最後の試合となっている。
2011年7月には『Dropkick』のインタビューに応じ、三沢の死によってプロレスに魅力を感じなくなったことが大きな要因であるとしている。この他、引退を表明する意思がないことを明らかにしつつも「身体を戻すのは相当時間がかかる」と川田は語った。
2011年8月、フジテレビのバラエティー番組「とんねるずのみなさんのおかげでした」にて、数年ぶりのメディア出演を果たす。居酒屋で出している唐揚げをとんねるずとゲストに食してもらうも、全員「普通です」の答えに最後は川田自身が食し、「普通に美味しい。」とコメントを残した。川田のタレント活動は、以降も飲食業と並行して行っている。
2013年5月、小橋建太引退試合の引退セレモニーにて、小橋に花束を渡すためにリングに登場、久しぶりのプロレスの場に姿を見せた。川田はこの際も「今はリングに上がっていないんで」と、花道からではなく脇道からリングに上がっている。12月の田上引退試合でも、田上本人からの試合出場オファーを断った。川田もその代わりにゲスト解説として放送席に座り、セレモニーに出演した。
2017年10月、秋山準・大森隆男デビュー25周年記念セレモニーで、花束贈呈のため全日本プロレスのマットに上がった。（この時、川田は小橋、橋誠らとともに花道を通ってリングに上がった。）
2018年4月26日、自身の初プロデュース興行『Holy War』を東京・新木場1stRINGで開催。興行内では、川田の全日本の後輩でもある丸藤正道とのトークバトルにおいて丸藤が川田に現役復帰を要請する場面もあったが、川田も明言を避けた。

## タイトル歴
全日本プロレス
- 第12代・第18代・第21代・第28代・第32代三冠ヘビー級王座

最多連続防衛回数記録保持者。
- 第17代・第20代・第22代・第26代・第28代・第31代・第35代・第42代・第52代世界タッグ王座（パートナーは三沢光晴:2回→田上明:6回→太陽ケア）

個人でも最多戴冠者、田上明とのタッグ（聖鬼軍）では最多戴冠回数。
- 第45代・第47代・第49代アジアタッグ王座（パートナーはサムソン冬木）
- あすなろ杯争奪リーグ戦 - 優勝（1989年）
- チャンピオン・カーニバル - 2度優勝（1994年、1997年）
- 世界最強タッグ決定リーグ戦 - 3度優勝（1992年、1996年、1997年）（パートナーは三沢光晴→田上明）
- 世界タッグ王座決定ワンナイト・トーナメント - 優勝（2000年）（パートナーは田上明）
- 新三冠王者決定トーナメント - 優勝（2003年）
- 熊秋祭記念タッグトーナメント - 優勝（2004年）（パートナーは石狩太一）

プロレスリングZERO1
- 第6代世界ヘビー級王座

プロレス大賞
- 1991年度プロレス大賞 最優秀タッグチーム賞（パートナーは三沢光晴）
- 1992年度プロレス大賞 年間最高試合賞（6月5日日本武道館、三冠ヘビー級選手権試合、スタン・ハンセン vs 川田利明）
- 1994年度プロレス大賞 敢闘賞
- 1995年度プロレス大賞 年間最高試合賞（6月9日日本武道館、世界タッグ選手権試合、川田利明&田上明 vs 三沢光晴&小橋健太）
- 1997年度プロレス大賞 最優秀タッグチーム賞（パートナーは田上明）
- 2000年度プロレス大賞 敢闘賞
- 2000年度プロレス大賞 年間最高試合賞（10月9日東京ドーム、佐々木健介 vs 川田利明）
- 2004年度プロレス大賞 殊勲賞

## 得意技
パワーボム
ジャンピング・ハイキック（ジャンピング顔面蹴り）
デンジャラス・バックドロップ
垂直落下式パワーボム（三冠パワーボム）
1999年1月22日の三沢との三冠戦にて、パワーボムを決めようとした川田に三沢はウラカン・ラナで切って返そうとしたが、川田はこれを全身で踏ん張り、だらんと体がリングに対し垂直の状態で逆さまで宙づりになった三沢を、そのままツームストーン・パイルドライバーのような形で脳天から垂直落下に叩きつけた衝撃的な技。そのあと後述の垂直落下式ブレーンバスターで追い打ちをかけて勝利した。
この技を仕掛けた際、試合序盤に三沢の後頭部へ裏拳を繰り出した際にひびが入っていた川田の右腕が技の衝撃で折れてしまい、試合には勝利したものの、川田もこの怪我による欠場のため王座を返上することになった。以降は使用していなかったが、2002年に武藤へ挑戦した三冠戦で武藤に三年の封印を解いてこれを繰り出し勝利し、三冠を奪取している。
垂直落下式ブレーンバスター
川田の場合は滞空時間が長く、タメを作ってから自らも跳躍して仕掛けのが特徴。
90年代後半以降、大一番の試合で、相手をフィニッシュへ追い込むときやパワーボムやジャンピング・ハイキックなどで決着が付かない場合などに使用した秘密兵器的な技。
ストレッチ・プラム
腕ひしぎ逆十字固め
かつてゲーリー・オブライトからギブアップを取ったこともあった技。2007年のチャンピンカーニバルでも、決勝進出がかかった小島戦でもこの技を使用している。この技でギブアップを奪い、10年ぶりの決勝進出を決めた。

## 入場テーマ曲
- 「フットルース」ケニー・ロギンス - 天龍同盟加入時代に使用。
- 「ラストバトル」 - アニメ「バリバリ伝説」より。超世代軍結成期に使用。
- 「Holy War」 - ビッグマッチではスローバージョンを前奏として使用。今でも、全日本プロレスに参戦する時は、前奏抜きをたまに使用する。
- 「Holy War（B.B.B.バージョン）」 - 1998、99年頃使用。
- 「Holy War 21」 - 2000年10月9日、新日本・東京ドーム大会より使用。初披露はその前日のファン感謝デー。
- 「ソウルドラゴンのテーマ（Blue Eyed Soul）」CARL DOUGLAS - ハッスルK時に使用
- 「交響曲第9番 ホ短調 作品95, B.178「新世界より」（Z nového světa）第四楽章」アントニン・ドヴォルザーク - モンスターK時に使用

## 人物・エピソード
- デビュー以来、引き分けを入れて205連敗というドン底からトップレスラーまで這い上がってきた。
- 1994年10月22日、川田はスティーブ・ウィリアムスとの三冠戦に勝利して初戴冠するも、勝って防衛したのは2003年10月26日のドン・フライ戦が初めてで9年もの年数がかかった。（ただし、1995年1月19日の対小橋戦では60分時間切れ引き分けで初防衛に成功している。）
- 前歯は折れてほとんど無い。試合時は義歯を外している。ただし、地方巡業でのタッグマッチでは義歯をつけたまま試合を行うこともある。
- ハッスルに参戦するまでは、マイクパフォーマンスをほとんどしなかった[19]。
- お笑いタレントとの交友も広い。特にダチョウ倶楽部の肥後克広・上島竜兵とは仲が良く、川田の紹介で上島と志村けんとの親交も生まれた。なかでも得意技の1つ、ストレッチ・プラムは公開当時に活躍していたコントグループから名を取り（「主な得意技」の「ストレッチ・プラム」の項目を参照）、「ハッスルハウス Vol.2」では肥後をリングに上げ、肥後と2人でハッスルポーズを決めている。ウッチャンナンチャンのウリナリ!!では、レギュラーとのスポーツ対決ウリナリ7、勝俣州和の股割りのスペシャルコーチ、芸能人コーラス部・部員などで登場した。
- 寡黙で冗談が通じないという全日本時代のキャラクターは、川田が自ら作り上げたギミックであることをラジオ番組の中で明かした[20]。友人の肥後に全日本プロレスのパーティーにどうしても来て欲しいと仕事の合間をぬって来てもらった際は明るく出迎えたが、いざカメラを向けられると冷たくあしらったという。
- プロレス界の風習となった「引退→復帰」の流れを極端に嫌っているため、「俺がプロレス辞める時は『引退』ではなく『休業』ということにしてくれ」と述べている。
- 三沢によればカラオケ、特にアニメソングも得意であるという。三沢曰く「リング上ではもちろんカラオケでもライバル」「オレ（三沢）が佐々木功を歌えば、川田は子門真人」[21]。

## 飲食店経営者・調理人としての経歴
2010年6月12日にラーメンと鶏のから揚げを看板料理とする居酒屋「麺ジャラスK」を開店した。店名は川田の愛称に因む。全日本プロレス旧砧道場から程近い東京の世田谷通り沿いで、成城学園前駅から徒歩で15分ほど。川田が自ら厨房に立つ。なお、定休日は毎週火曜だが試合出場やイベント出演等の際は、臨時休業ありと述べている。2018年現在は2ヶ月に一度程度のペースで、他のプロレスラーを呼んでのトークイベントなども行っている。
ラーメンは、天下一品系の濃厚な鶏白湯スープと中太麺が特徴である。
2018年3月31日には、AbemaTV「偉大なる創業バカ一代」に創業者として出演した。2019年9月に『開業から3年以内に8割が潰れるラーメン屋を失敗を重ねながら10年も続けてきたプロレスラーが伝える「してはいけない」逆説ビジネス学』を出版している。

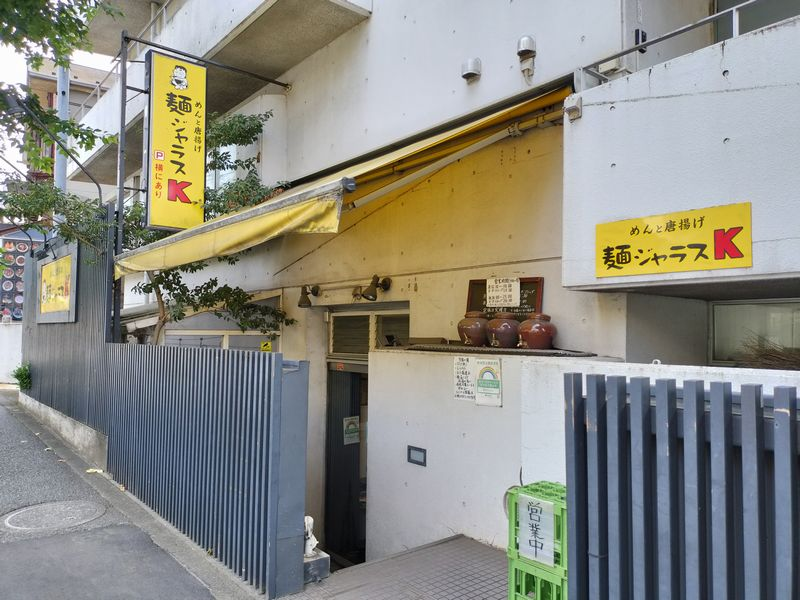
麺ジャラスK
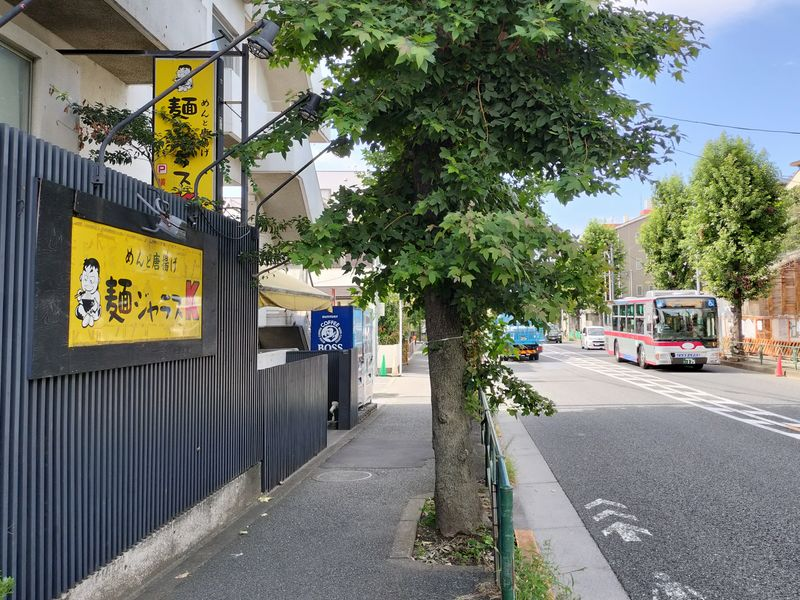
世田谷通り沿いにある

## 書籍

### 単著
- 『俺だけの王道―川田利明自伝 Dangerous K』（2003年3月1日、小学館）ISBN 978-4093874120
- 『開業から3年以内に8割が潰れるラーメン屋を失敗を重ねながら10年も続けてきたプロレスラーが伝える「してはいけない」逆説ビジネス学』（2019年9月25日、ワニブックス）ISBN 978-4847098291
- 『プロレスラー、ラーメン屋経営で地獄を見る』（2024年5月7日、宝島社）ISBN 978-4299054609
  - 上記『逆説ビジネス学』を再編集・近況インタビューを追記した文庫本[22]